# 小行星16222
小行星16222（16222 Donnanderson）是一颗绕太阳运转的小行星，为主小行星带小行星。该小行星于2000年2月29日发现。

## 轨道参数
小行星16222的轨道半长轴为2.2112045 UA，离心率为0.023。